# مجلس الشباب العربي
مجلس الشباب العربي للتنمية المتكاملة هو منظمة مجتمع مدني يعمل بالتعاون مع إدارة الشباب بجامعة الدول العربية  يهدف لدعم ومساندة الشباب العربي في المجالات التنموية ويقدم التوعية والتثقيف للشباب العربي وتحفيزه على المشاركة في التنمية المتكاملة بكافة الدول العربية لتحقيق أهداف القومية العربية التي نص عليها ميثاق جامعة الدول العربية والتي تعمل الجامعة العربية على تحقيقها.

## تأسيس المجلس
أسس مجلس الشباب  العربي وللتنمية المتكاملة كأحد منظمات المجتمع المدني يعمل بالتعاون مع إدارة الشباب بجامعة الدول العربية  بهدف دعم ومساندة الشباب العربي في كافة المجالات التنموية وتقديم التوعية والتثقيف للشباب العربي وتحفيزه على  لمشاركة في التنمية المتكاملة بكافة الدول العربية لتحقيق أهداف القومية العربية التي نص عليها ميثاق جامعة الدول العربية والتي تعمل الجامعة العربية على تحقيقها.

## إطار التأسيس
أشهر المجلس وفق قانون دولة المقر (مصر) في إطار قانون رقم 84 لسنة 2002 الخاص بمؤسسات المجتمع المدني الإقليمية والمحلية برقم: (6897) متخذا من القاهرة مقر دائم له ويتم تأسيس فروع له بكل الدول الأعضاء بالمجلس.

## أهداف المجلس
1. يهدف بشكل عام إلى تنمية وتطوير وتنسيق مجالات العمل المختلفة بين الشباب العربي الأعضاء وغير الأعضاء بالمجلس.
2. توثيق الروابط الثقافية والاجتماعية والاقتصادية والتراثية.
3. الإسهام في تحقيق التكامل الاقتصادي بين الشباب العربي والمرأة العربية من خلال اقامة مشروعات صغيرة ومتوسطة وكبيرة بالوطن العربي.
4. الحصول علي التقنية الحديثة المتقدمة وتدريب الشباب والمرأة على متطلبات سوق العمل لتوفير الوظائف الملائمة لهم.
5. أجراء الأبحاث والدراسات الاقتصادية  للمشاريع المزمع أقامتها بالدول العربية.
6. تشجيع الشباب الموهوب والمخترع بالدول العربية وتبني اختراعاتهم ودعمها لخروجها إلى حيز التنفيذ.
7. توسيع قاعدة المشاركة بالعمل على توثيق العلاقات بين شباب المهاجرين العرب والشباب العربي بالدول الأم.
8. المشاركة في الندوات والمؤتمرات الدولية وعقد ندوات ومؤتمرات إقليمية ودولية لما يحقق أهداف المجلس المختلفة.

## أنشطة المجلس
بدء المجلس اعمالة في عام 2004 قام منذ انطلاقة بتنظيم عدة انشطة علي النحو التالي:
- مؤتمر دور الشباب العربي في تفعيل السوق العربية المشتركة (1) بالتعاون مع جامعة 6 أكتوبر ومجلس الوحدة الاقتصادية العربية يونيو 2003.
- مؤتمر أمن المعلومات العربية وسبل مواجهة التحديات المستقبلية نوفمبر 2003.
- الاحتفال باليوم العالمي للشباب في شهر أغسطس عام 2004 بالتعاون مع جامعة 6 أكتوبر ومركز الأمم المتحدة للأعلام بالقاهرة.
- الاحتفال باليوم العالمي للسلام في شهر سبتمبر عام 2004 بالتعاون مع مركز الأمم المتحدة للأعلام بالقاهرة.
- إنتاج فيلم تسجيلي وثائقي في شهر ديسمبر عام 2004 عن الإعلان العالمي لحقوق الإنسان ومبادرة الحزب الوطني بإنشاء المجلس القومي المصري لحقوق الإنسان.
- الاحتفال باليوم العالمي للشباب عام 2005 بالتعاون مع مركز الأمم المتحدة للأعلام بالقاهرة و وزارة الشباب المصرية و وزارة التعليم العالي المصرية.
- الاحتفال باليوم العالمي لحقوق الإنسان ديسمبر 2005 بالتعاون مع المجلس القومي المصري لحقوق الإنسان وجامعة مصر للعلوم والتكنولوجيا ومركز الأمم المتحدة للأعلام بالقاهرة وإدارة حقوق الإنسان بجامعة الدول العربية.
- الاحتفال باليوم العالمي للمرآة في مارس 2006 لخلق حلقة عمل بين الشباب والمرآة في أوجه العمل المختلفة بالتعاون مع وحدة المرآة بجامعة الدول العربية ومركز الأمم المتحدة للأعلام بالقاهرة.
- مؤتمر تمكين الشباب العربي نحو التحرك الإيجابي مواطنة ديمقراطية تنمية خلال الاحتفال باليوم العالمي للشباب أغسطس 2006 بالتعاون مع إدارة الشباب بجامعة الدول العربية ومركز الأمم المتحدة للأعلام بالقاهرة وقد قامت إدارة الشباب بالجامعة العربية بوضع توصياته علي اجندة أعمال وزراء الشباب العرب.
- عقد أول دورة تدريبية للشباب العربي وثقافة حقوق الإنسان في أكتوبر 2006 بالتعاون مع إدارة حقوق الإنسان بجامعة الدول العربية ومركز الأمم المتحدة للأعلام بالقاهرة وأمانة التدريب والتثقيف بالحزب الوطني الديمقراطي.
- مبادرة المجلس بتنظيم مؤتمر (التحرك العربي لترسيخ اللغة ألام) في فبراير 2007 بالتعاون مع إدارات الشباب والثقافة والتعليم ووحدة المرآة بجامعة الدول العربية ومركز الأمم المتحدة للأعلام بالقاهرة ومنظمة اليونسكو وذلك في إطار احتفال الأمم المتحدة باليوم العالمي للغة الأم والذي ينعقد للمرة الأولى بالدول العربية وتحت مظلة جامعة الدول العربية.
- تكريم صاحب السمو الشيخ / محمد بن راشد آل مكتوم بجائزة القدوة ومنحه لقب أمير الشباب العربي خلال الملتقي الدولي للشباب العربي وحوار الحضارات أغسطس 2007.
- تكريم صاحبة السمو الشيخة / هيا آل خليفة كأول امرأة عربية تتقلد منصب رئيس الجمعية العامة للأمم المتحدة.
- في الفترة من 12 إلي 15 اغطس / 2007 وبمشاركة 45 دولة عربية وأجنبية وأفريقية نظم المجلس الملتقي الدولي للشباب العربي وحوار الحضارات بالتعاون مع إدارة الشباب بجامعة الدول العربية وإدارة حوار الحضارات ومنظمة اليونسكو.
- طرح استبيان للشباب على الموقع الالكتروني للمجلس حول موضوعات القمة الاقتصادية والتنموية والاجتماعية.
- إطلاق الموسوعة العربية لتنمية قدرات ودخل الشباب.
- بدء سلسلة ملتقيات الشباب  في الدول العربية أولها جمهورية السودان.
- مشاركة المجلس في ملتقى الشباب العرب الذي ينظمه مركز الاعلاميات العربيات في الأردن فبراير 2008.
- المشاركة في مهرجان الشباب العربي والإفريقي مارس 2008.
- المشاركة في المؤتمر الخاص للمجتمع المدني لوضع توصيات القمة العربية الاقتصادية والتنموية والاجتماعية.
- مشاركة المجلس بلقاء القيادات الشابة الذي تنظمه إدارة السياسات السكانية والهجرة/القطاع الاجتماعي جامعة الدول العربية.
- مشاركة المجلس في المنتدى العربي حول الدور الجديد للقطاع الخاص في التنمية والتشغيل الذي تنظمه المنظمة العربية للتنمية الصناعية والتعدين المملكة المغربية في أكتوبر 2008.
- شارك المجلس في احتفالية التعليم وعلاقته بالابداع في منظومة التطوير، تم خلالها تكريم أوائل الطلبة في المرحلة الثانوية والاعدادية واتحادات الطلاب وطلائع الانشطة ثم حظى المجلس بالتكريم بمنح أوسكار التميز للاستاذ فولاذ عبدالله الانور الحائز على جائزة الدولة التشجيعية في مجال الأدب والشعر نوفمبر 2008.
- مشاركة المجلس بمنتدى (فكر7) في الفترة الممتدة من 13 إلى 17 نوفمبر 2008 بجمهورية مصر العربية تحت رعاية الرئيس محمد حسني مبارك.
- مشاركة المجلس بمنتدى جامعة الدول العربية للشباب نوفمبر 2008 في العاصمة الأردنية عمان.
- مشاركة المجلس بالملتقى الشبابي العالمي الأول للفكر والثقافة خلال الفترة من 20 ولغاية 27 نوفمبر 2008 في العاصمة السودانية الخرطوم.
- المؤتمر السنوي الخامس دور الشباب العربي في تفعيل السوق العربية المشتركة اغسطس 2008 تحت شعار المواطنة الاقتصادية للشباب العربي الواقع والمأمول.
- نظم المجلس الندوة الاعلامية الاقتصادية بالتعاون مع جامعة الدول العربية واتحاد غرف مجلس التعاون الخليجي في اطار التحضير للقمة العربية الاقتصادية والاجتماعية والتنموية في مقر الامانة العامة للجامعة العربية في 20 ديسمبر عام 2008.
- وفر المجلس (فرع مصر-المقر الرئيسي) 500 فرصة عمل لشباب و فتيات بمصانع جلال الزوربا رئيس الاتحاد المصري للصناعة.
- إنتاج حلقة الشباب العربي ببرنامج الحوار الخاص لإعداد الشق الاقتصادي من القمة العربية الاقتصادية والتنموية والاجتماعية تم اذاعته على قناة الاقتصادية.
- شارك المجلس بوفد يتضمن 20 شاب وفتاة من الدول العربية في مؤتمر القمة بدولة الكويت من 17 إلى 20 يناير 2009 وشارك المجلس بالقمة منفرداً كمؤسسة المجتمع المدني الشبابية الوحيدة الممثلة للشباب في القمة.
- شارك المجلس في اطلاق مبادرة الصحافة الاخلاقية الذي اطلقها الاتحاد الدولي للصحافة وجمعية صحافيين الإمارات الفترة من 9 ولغاية 10 فبراير 2009 في دبي.
- شارك المجلس في اجتماع المجلس الوزاري لوزراء الشباب والرياضة العرب بمقر الامانه العامة لجامعة الدول العربية حيث وافق المجلس على المبادرة التي تقدم بها المجلس لعقد قمة متخصصة في قضايا الشباب ابريل 2009.
- نظم المجلس مسابقة (بحبك يا مصر) وهي مبادرة لترسيخ الانتماء والمواطنة لدى الأطفال والشباب تم الاحتفال بتوزيع الجوائز الخاصة بالمسابقة خلال عيد استرداد ارض سيناء 25 ابريل 2009.
- شارك المجلس في المؤتمر الدولي لمكافحة الفقر بالجماهيرية الليبية الذي نظمته الجمعية العالمية للشباب بالتعاون مع المنظمة الوطنية للشباب الليبي مارس 2009.
- شارك المجلس بوفد لزيارة تركيا لمشاهدة الاعداد لانتخابات المحافظات 13 أبريل 2009.
- شارك المجلس بمؤتمر ومهرجان الشباب بتركيا الذي نظمته منظمة الشباب بحزب العدالة الاجتماعية مايو 2009.
- شارك المجلس بورقة عمل حول (دور مؤسسات المجتمع المدني في تحقيق التكامل الاقتصادي العربي لدى الشباب) بمؤتمر (دور مؤسسات المجتمع المدني في التنمية والتكامل الاقتصادي) الذي نظمته إدارة المجتمع المدني بجامعة الدول العربية بالتعاون مع المفوضية العربية للمجتمع المدني بالعاصمة الأردنية عمان خلال الفترة من 26 إلى 29 مايو 2009.
- نظم المجلس احتفالية اليوم العالمي للشباب 2009 بالتعاون مع الامانة العامة لجامعة الدول العربية ومركز الامم المتحدة للاعلام بالقاهرة تحت شعار (شباب عربي بلاحدود).
- قدم المجلس وثيقه مطالب الشباب العربي لنزع السلاح تضامنا مع حمله السكرتير العام للامم المتحدة بان كي مون في 15 سبتمبر 2009 حيث تضمنت 10 مطالب الامم المتحدة بشان نزع السلاح وقد لاقى اشادة الأمم المتحدة بمضمون الوثيقة وما تضمنته من مطالب وقامت بنشرها على المواقع الرسمية للأمم المتحدة على شبكة الإنترنت.
- المشاركة بالمؤتمر العربي الأول لتشغيل الشباب الذي نظمته منظمه العمل العربية في الجزائر تحت رعاية الرئيس عبد العزيز بوتفليقة خلال الفترة من 15 إلى 17 تشرين الثاني 2009.
- توقيع بروتوكول تعاون مع دار الوثائق المصرية للتعاون في إعداد سفراء التاريخ العربي في 11 تشرين الثاني 2009.
- توقيع بروتوكول تعاون مع منظمة العمل العربية للدفع بمسيرة تشغيل الشباب في 17 تشرين الثاني 2009.
- اصدر المكتب التنفيذي خلال اجتماع دورته الأولى في 10 فبراير 2010 قرار بمنح الرئيس محمد حسني مبارك جائزة القدوة لعام 2010 ولقب حكيم الأمة.
- انعقاد المنتدى الأول لتشغيل الشباب بمحافظة حلوان تحت رعاية قدري أبو حسين محافظ حلوان في أبريل 2010 حيث قام بتوفير 2000 فرصة عمل مباشرة و 500 فرصة عمل غير مباشرة بإقامة مشروعات صغيرة ومتناهية الصغر.
- اطلاق المشروع القومي للشباب العربي (تراثي اصل عروبتي) في القاهرة من 27 يوليو إلى 4 أغسطس بالتعاون مع جامعة الدول العربية واليونسكو في مركز الأمم المتحدة للاعلام بالقاهرة والمجلس الأعلى للآثار والهيئة العامة لتنشيط السياحة والهيئة العامة لقصور الثقافة وقطاع العلاقات الثقافية المصرية الخارجية ووزارة الثقافة (مصر)
- شاركت الجمعية العربية للشباب والتنمية المتكاملة بالقمة الاقتصادية الثانية بشرم الشيخ خلال الفترة من 17 يناير ولغاية 21 منه وقدم فيه ورقة عمل حول دور المجتمع المدني في دعم تمكين الشباب اقتصادياً.
- بدعوة من منظمة الشباب بحزب العدالة والتنمية التركية شارك بوفد من السعودية ومصر وسلطنة عمان والإمارات العربية المتحدة والصومال بفعاليات مهرجان الشباب التركي خلال الفترة من 19 ولغاية 23 أيار.
- نظم جمعية الملتقى الحواري الأول للشباب العربي والأفريقي بمشاركة 100 شاب وشابة من 41 دولة عربية وأفريقية خلال الفترة من 8 ولغاية 11 أيلول.
- شارك وفد من المملكة العربية السعودية وسلطنة عمان في فعاليات قمه الشباب العربي التركي بدعوة من جمعية الشباب الديمقراطي خلال الفترة من 23 ولغاية 28 تشرين الثاني.
- بدعوة من وزارة الشباب والرياضة بالعراق تم تنظيم المنتدي الاقتصادي للشباب العربي للإعادة إعمار العراق في مطلع عام 2012 وقد حضر إلى مقر المجلس في القاهرة عباس كاظم وكيل أول وزارة الشباب والرياضة  لمناقشة آليات تنظيم المنتدى بين الجمعية و وزارة الشباب والرياضة العراقية.
- نظم المجلس منتدى الشباب العربي وآفاق المستقبل برعاية جامعة الدول العربية نوفمبر 2012.
- بدعوة من إدارة الشباب والرياضة وإدارة المجتمع المدني بجامعة الدول العربية شارك المجلس بالمنتديات التي عقدت على هامش القمة العربية الاقتصادية والتنموية والاجتماعية الثالثة في يناير 20013.
- بدعوة من إدارة الشباب والرياضة بجامعة الدول العربية شارك المجلس في إطلاق التقرير العالمي للتعليم الذي نظمته إدارة التعليم واليونيسكو فبراير 2013.
- تحت رعاية جامعة الدول العربية نظم المجلس بالتعاون مع القطاع الاقتصادي في الجامعة المنتدى الأول للمخترعين العرب يصاحبه معرض للمخترعين أقيم بمقر الأمانة العامة لجامعة الدول العربية مارس 2013.
- تحت رعاية جامعة الدول العربية وبالتعاون مع القطاع الاقتصادي للجامعة الدول العربية أطلق المجلس الشبكة العربية للابتكار والتواصل العلمي والاجتماعي بتعاون مشترك بين المجلس والشركة المؤسسة للشبكة.
- منذ عام 2006 ينظم المجلس سنوياً جائزة مجلس الشباب العربي للتنمية المتكاملة للشباب العربي المتميز وللسنة السابعة على التوالي ينظم حفل توزيع جوائز الشباب العربي نوفمبر 2013.

## أسماء سفراء مجلس الشباب العربي للتنمية المتكاملة بالدول العربية
يعلن مجلس الشباب العربي للتنمية المتكاملة عن أسماء سفراء مجلس الشباب العربي للتنمية المتكاملة بالدول العربية وهي مبادرة يطلقها المجلس لتمثيلة على المستويان الإقليمي والدولي وفق منهجية محددة تهدف إلى التواصل مع الجاليات العربية على كافة المستويات ونقل انشطة وبرامج المجلس وفق ما يقره مكتبه التنفيذي الذي يفعل أهداف المجلس واساليب عمله.
الإعلان عن أسماء سفراء مجلس الشباب العربي بالدول العربية على النحو التالي:
- السفير : محمد الهاجري: سفير المجلس يمثل السعودية ودول مجلس التعاون الخليجي عدا مملكة البحرين.
- السفير : عبد الحسن الديري سفير المجلس يمثل مملكة البحرين.
- السفير : محمد لطفي سفير المجلس يمثل فلسطين.
- السفير : محمد العمايرة سفير المجلس يمثل المملكة الاردنية.
- السفير : زكريا الهامل سفير المجلس يمثل المملكة المغربية.
- السفير : مصطفي البكري سفير المجلس يمثل جزر القمر.
- السفير : عبدالله يحياوي سفير المجلس يمثل الجزائر.
- السفير : أكرم القروي سفير المجلس يمثل تونس.
- السفير : جمال الشريف سفير المجلس يمثل اليمن.
- السفير : صقر آل زكريا سفير المجلس يمثل العراق.
- السفير: علي رشيد الحصونة سفير المجلس يمثل العراق

## اللجان والمستشارين
| اسم اللجنة                     | العامل                           | الدولة                           |
| ------------------------------ | -------------------------------- | -------------------------------- |
| لجنة التنسيق والمتابعه         | المهندس / محمد بصري              | جمهورية مصر العربية              |
| لجنةالعلاقات العربيةالأفريقية  | الأستاذة / ست البنات أحمد        | جمهورية السودان                  |
| لجنة العضوية                   | الأستاذة / إيمان عوض             | جمهورية مصر العربية              |
| لجنة الأعلام                   | الأستاذ / عماد الازرق            | جمهورية مصر العربية              |
| لجنه التاريخ و التراث          | الأستاذ / عمرو الكاشف            | جمهورية مصر العربية              |
| لجنه التعليم                   | الأستاذ/محمد بن عايض الهاجري     | المملكة العربية السعودية         |
| اللجنة الرياضية                | السيد /هشام بن خالد بن عبدالعزيز | المملكة العربية السعودية         |
| اللجنة الثقافية                | الاستاذ / مصطفي البري            | جمهورية مصر العربية              |
| لجنة شباب المخترعين والمبتكرين | الاستاذ / خالد المناصير          | المملكة الأردنية الهاشمية الأردن |
| لجنة المرأة                    | الأستاذة / مي سليم الطبال        | جمهورية لبنان                    |

## الرؤساء الفخريين
- مصطفى عثمان: مستشار رئيس الجمهورية السوداني، الرئيس الفخري للمجلس عن جمهورية  السودان
- معمر الإريانى: وزير الشباب والرياضة بدولة اليمن الرئيس الفخري للمجلس عن جمهورية  اليمن
- رندا بري: قرينة الرئيس نبية بري رئيس مجلس النواب بلبنان، الرئيس الفخري للمجلس عن الجمهورية اللبنانية  لبنان
- هشام بن خالد بن عبد العزيز الخالدي: الرئيس الفخري للمجلس عن المملكة العربية السعودية  السعودية
- جبريل الرجوب: الأمين العام للمجلس الاعلى للشباب والرياضة الفلسطيني، الرئيس الفخري للمجلس عن دولة  فلسطين.